# Trbunje
Trbunje (cyr. Трбуње) – wieś w Serbii, w okręgu toplickim, w gminie Blace. W 2011 roku liczyła 499 mieszkańców.